# Счётная форма
Счётная фо́рма — в русском и других языках (например, в болгарском) особая форма множественного числа существительных, употребляемая в сочетании с численными обозначениями количества чего-либо.

## Счётная форма в русском языке
В русском языке при числительных пять и далее употребляется форма родительного падежа множественного числа. Однако некоторые названия единиц измерения имеют счётную форму с нулевым окончанием, отличную от обычной формы родительного падежа множественного числа. Например: восемь бит, двести пятьдесят шесть байт, пять килограмм (или килограммов), пара милливольт. Но: количество байтов, избавиться от лишних килограммов. При дробных числительных используется только форма единственного числа родительного падежа: 6,3 децибела, три десятых миллибара (ср.: 6 децибел, десять миллибар).
Для некоторых слов нет счётной формы, в таком случае для них используется обычная форма родительного падежа множественного числа: пять метров, десять литров.
Существует также паукальная счётная форма русских существительных, сочетаемая с числами 1,5 (полтора), 2 (два, оба), 3 (три) и 4 (четыре), которая обычно совпадает с родительным падежом единственного числа, но с некоторыми исключениями: полтора часа́ (но: не прошло и ча́са), два шара́ (но: объём ша́ра), три ряда́ (но: выйти из ря́да), четыре шага́ (но: на расстоянии ша́га); два (3-4) ампера (но: 10 ампер), 1,5-2 года (но: 5 лет), 3 человека (но: 100 человек /людей). Та же форма используется с составными числительными, обозначающими целые числа, оканчивающиеся на 2, 3 и 4; например, 72 часа́, 33 ампера.  Для прилагательных и существительных адъективного склонения используются формы именительного и родительного падежей множественного числа: два знакомых человека, три параллельные прямые, две целых четыре десятых вольта.

## Счётная форма в белорусском языке
В белорусском языке числительные два 'два', тры 'три', чатыры 'четыре' требуют именительного падежа множественного числа: два сталы́ 'два стола', тры салдаты 'три солдата', чатыры астравы́ 'четыре острова'.  Однако некоторые существительные имеют особую счётную форму, совпадающую с родительным падежом единственного числа: ру́кі 'руки' — дзве рукі́ 'две руки', цяляты 'телята' — два цяляці 'два телёнка'; или с местным падежом единственного числа: вёдры 'вёдра' — два вядры́ 'два ведра'; или не совпадающую с другими формами парадигмы: вокны 'окна' — два акны́ 'два окна', мінчане 'минчане' — два мінчаніны 'два минчанина', вушы 'уши' — два вухі 'два уха'.

## Счётная форма в болгарском языке
В болгарском языке существительные мужского рода при всех числительных, обозначающих числа, бо́льшие единицы, имеют особую счётную форму, отличную от обычной формы множественного числа:
стол — столове — два (три, четири, пет, ...) стола.
Исключение составляют существительные, обозначающие людей, перед которыми числительные приобретают особую форму:
двама министри.